# Liste der Monuments historiques in Damblain
Die Liste der Monuments historiques in Damblain führt die Monuments historiques in der französischen Gemeinde Damblain auf.

## Liste der Immobilien
| Bezeichnung       | Beschreibung           | Standort               | Kennzeichnung | Schutzstatus | Datum | Bild           |
| ----------------- | ---------------------- | ---------------------- | ------------- | ------------ | ----- | -------------- |
| Kirche St-Bénigne | ab dem 15. Jahrhundert | Rue de l’Église (Lage) | PA00107124    | Classé       | 1964  | weitere Bilder |

## Liste der Objekte
| Bezeichnung                                  | Beschreibung | Standort                        | Kennzeichnung | Schutzstatus | Datum | Bild |
| -------------------------------------------- | --- | ------------------------------- | ------------- | ------------ | ----- | ---- |
| Skulptur Madonna                             | Silber, 17. Jahrhundert | in der Kirche St-Bénigne (Lage) | PM88000197    | Classé       | 1960  |      |
| Skulptur Heiliger Nikolaus                   | Holz, farbig gefasst, 17. Jahrhundert | in der Kirche St-Bénigne (Lage) | PM88000195    | Classé       | 1960  |      |
| Gemälde Stiftung des Rosenkranzes            | Ölfarbe auf Leinwand, 18. Jahrhundert | in der Kirche St-Bénigne (Lage) | PM88000209    | Classé       | 1980  |      |
| Gemälde Fünf Schutzheilige gegen Krankheiten | Ölfarbe auf Leinwand, 18. Jahrhundert | in der Kirche St-Bénigne (Lage) | PM88000210    | Classé       | 1980  |      |
| Hauptaltar                                   | Altartisch, Tabernakel und Retabel; Holz, farbig gefasst und vergoldet, 18. Jahrhundert                                                     | in der Kirche St-Bénigne (Lage) | PM88000192    | Classé       | 1960  |      |
| Skulptur Johannes der Täufer                 | Stein, farbig gefasst, 15. Jahrhundert | in der Kirche St-Bénigne (Lage) | PM88000194    | Classé       | 1960  |      |
| Taufbecken                                   | Stein, 17. Jahrhundert | in der Kirche St-Bénigne (Lage) | PM88000205    | Classé       | 1966  |      |
| Inschriftstein zur Grundsteinlegung          | Stein, Ende des 16. Jahrhunderts | in der Kirche St-Bénigne (Lage) | PM88000207    | Classé       | 1966  |      |
| Antependium Anbetung der Hirten              | Holz, bemalt, Ende des 17. Jahrhunderts; im Pfarrhaus verwahrt                                                                              | in der Kirche St-Bénigne (Lage) | PM88001312    | Inscrit      | 1980  |      |
| Skulptur Madonna mit Kind                    | Holz, farbig gefasst, 18. Jahrhundert | in der Kirche St-Bénigne (Lage) | PM88000193    | Classé       | 1960  |      |
| Skulptur Heiliger Benignus                   | Holz, farbig gefasst, 18. Jahrhundert | in der Kirche St-Bénigne (Lage) | PM88000196    | Classé       | 1960  |      |
| Zwei Seitenaltäre (1)                        | jeweils Altartisch und Retabel; Holz, farbig gefasst und vergoldet, Mitte des 18. Jahrhunderts                                              | in der Kirche St-Bénigne (Lage) | PM88000200    | Classé       | 1966  |      |
| Gemälde Taufe Christi                        | Ölfarbe auf Leinwand, Holzrahmen, 18. Jahrhundert                                                                                           | in der Kirche St-Bénigne (Lage) | PM88001313    | Inscrit      | 1980  |      |
| Kelch und Patene                             | Silber, vergoldet, 18. Jahrhundert | in der Kirche St-Bénigne (Lage) | PM88000208    | Classé       | 1966  |      |
| Wandvertäfelung                              | mit sechs Gemälden und zwei Engelsskulpturen; Holz, teilweise bemalt und vergoldet, sowie Ölfarbe auf Leinwand, Anfang des 18. Jahrhunderts | in der Kirche St-Bénigne (Lage) | PM88000198    | Classé       | 1966  |      |
| Zwei Seitenaltäre (2)                        | jeweils Altartisch, Retabel und Gemälde; Holz, farbig gefasst und vergoldet, Ende des 18. Jahrhunderts                                      | in der Kirche St-Bénigne (Lage) | PM88000201    | Classé       | 1966  |      |
| Kanzel                                       | Holz, teilweise bemalt und vergoldet, Anfang des 18. Jahrhunderts                                                                           | in der Kirche St-Bénigne (Lage) | PM88000199    | Classé       | 1966  |      |
| Zwei Beichtstühle                            | Eichenholz, bemalt, Mitte des 18. Jahrhunderts                                                                                              | in der Kirche St-Bénigne (Lage) | PM88000202    | Classé       | 1966  |      |
| Zwölf Wandleuchter                           | Schmiedeeisen, Mitte des 18. Jahrhunderts                                                                                                   | in der Kirche St-Bénigne (Lage) | PM88000203    | Classé       | 1966  |      |
| Treppengeländer                              | Schmiedeeisen, 18. Jahrhundert | in der Kirche St-Bénigne (Lage) | PM88000204    | Classé       | 1966  |      |
| Zwei Kantorenbänke und zwei Lesepulte        | Holz, bemalt, Schmiedeeisen, 16. und 18. Jahrhundert                                                                                        | in der Kirche St-Bénigne (Lage) | PM88000206    | Classé       | 1966  |      |